# 北卡罗来纳州立大学
北卡羅來納州立大學（英語：North Carolina State University，簡稱 NCSU 或 NC State）是位於美國北卡羅來納州羅里的一所公立大學，成立於1887年，是北卡羅來納大學系統的一部分，也是北卡羅來納州最大的大學。該大學被卡內基教學促進基金會歸類為「R1：博士類大學 - 研究活動非常活躍」。地理上，北卡羅來納州立大學與杜克大學和北卡羅來納大學教堂山分校共同構成了研究三角地帶 (Research Triangle Park)。
1887年3月7日，北卡羅來納州議會以贈地形式成立了「北卡羅來納農業與機械工藝學院」。該學院幾經更名，最終於1965年正式更名為「北卡羅來納州立大學羅利分校」。然而，根據長期以來的慣例，“羅利分校”一詞通常會被省略。如今，北卡羅來納州立大學擁有超過36,000名學生，是全美規模最大的大學之一。北卡羅來納州立大學在工程、統計學、農業、生命科學、紡織和設計領域擁有悠久的歷史，並提供106個學科領域的學士學位。研究生院提供104個學科領域的碩士學位、61個學科領域的博士學位、獸醫學博士學位，学校师资力量雄厚，有19位教授被选为美国科学院（National Academy of Sciences）或工程院（National Academy of Engineering）院士。
北卡羅來納州立大學的運動隊伍被稱為「狼群」（Wolfpack）。該校參加NCAA第一級聯賽，並贏得了11個全國冠軍（5個NCAA冠軍、2個AIAW冠軍和4個其他認證機構的冠軍）。 該大學是大西洋沿岸聯盟會員之一。

## 学术
2025年，《美國新聞與世界報道》將北卡羅來納州立大學列為全美所有大學中並列第58位，全美公立大學中並列第28位，在「最適合退伍軍人的大學」排名中並列第34位，在「最有價值」學校排名中並列第60位。
北卡羅來納州立大學工程學院在《美國新聞與世界報道》的排名中並列第24位，其多個專業在全美排名前30。北卡羅來納州立大學的核子工程專業被認為是世界上最好的專業之一，在2020年全美排名第三（僅次於麻省理工學院和密西根大學安娜堡分校）。生物工程和農業工程專業也廣受認可，在全美排名第四。 2019年，北卡羅來納州立大學的製造和工業工程專業在全美排名第13，材料科學專業排名第15。其他值得關注的專業包括土木工程（排名第20）、環境工程（並列第21）、化學工程（並列第22）、電腦工程（排名第28）以及生物醫學工程（在2019年全美排名第28）。 2019 年，世界大學學術排名將北卡羅來納州立大學的電機工程專業位列全球第 9 位，化學工程專業位列第 20 位。2020 年，《普林斯頓評論》將北卡羅來納州立大學的遊戲設計專業排名第 36 位。

## 校区

### 主校区
北卡羅來納州立大學的主校區有三個校區：北校區、中央校區和南校區。北校區是北卡羅來納州立大學最古老的校區，擁有大多數學術部門和一些宿舍大樓。中央校區主要由宿舍大樓、自助餐廳、體育館和學生支援設施組成。最後，南校區設有希臘庭院、麥金蒙會議和訓練中心以及學生停車換乘區。北校區和中央校區被北卡羅來納鐵路分隔。學生可以透過人行隧道往返於各校區之間。中央校區和南校區被市中心的主幹道西大道分隔。大學宿舍將主校區區分為西校區、中央校區和東校區，以便於宿舍大樓的設置。西校區和中央校區被丹艾倫大道分隔，而中央校區和東校區則被莫里爾大道和雷諾茲體育館分隔。
在建築方面，主校區以其獨特的紅磚建築而聞名。磚雕點綴其間，北校區的大學廣場（俗稱「磚廠」）因其鋪路材料而得名；大多數人行道也由磚塊鋪設。磚廠和人行道上還繪有白色磚塊馬賽克，上面繪有田徑隊標誌和其他圖案。
紀念鐘樓 (Memorial Bell Tower) 位於北校區東北角，是北卡羅來納州立大學的標誌，並出現在北卡羅來納州立大學校長印章上。它是為了紀念在第一次世界大戰中陣亡的校友而建造的。這座花崗岩塔樓於1937年完工，高115英尺（35公尺）。按照傳統，在體育比賽和某些學術成就之後，鐘樓會在夜間亮起紅色燈光。

### Centennial校区
工程类院系及纺织学院在Centennial校区。